# Dorothy Masuka
Dorothy Masuka est une chanteuse zimbabwéenne de jazz née à Bulawayo au Zimbabwe (alors Rhodésie du Sud) le 3 septembre 1935 et morte le 23 février 2019 à Johannesbourg en Afrique du Sud.

## Biographie
Quatrième des sept enfants de sa fratrie, elle est née de l'union d'une mère zoulou et d'un père zambien maître d'hôtel. Elle suit sa scolarité dans une école catholique jugée de bonne facture selon les standards de l'éducation noire tolérée. Alors âgée de douze ans, Dorothy Masuka s'installe en Afrique du Sud avec sa famille à cause d'une santé fragile. À dix-neuf ans seulement, Dorothy Masuka tourne déjà en Afrique du Sud avec des artistes qu'elle admirait quand elle était encore une petite fille. Elle connut ses premiers succès au début des années 1950 avec un groupe de jazz marabi (musique joyeuse des bas-fonds) où chante également Dolly Rathebe. Ensemble, elles intègrent en 1952 le spectacle African Jazz and Variety qui tourne dix ans en Afrique du Sud.
La musique de Dorothy Masuka était populaire en Afrique du Sud, mais quand ses chansons sont devenues plus graves et politisées, le gouvernement a commencé à la surveiller. Sa chanson Dr. Malan, mentionnant des lois difficiles, est bannie et en 1961, sa chanson pour Patrice Lumumba la conduit à l'exil. Ce dernier dure 31 ans au total. La plupart de ses chansons, reprises par de grands artistes tels que Miriam Makeba ou Hugh Masekela, sont écrites en ndebele ou en sindebele. Le 27 avril 2017, elle  participe au concert The Jazz Epistles featuring Abdullah Ibrahim & Ekaya au Town Hall à New York, ouvrant le spectacle.
Elle reçoit In Memoriam un Coup de Cœur Musiques du Monde 2019 de l’Académie Charles Cros le mercredi 20 mars 2019 à Portes-lès-Valence, dans le cadre du Festival « Aah ! Les Déferlantes ! ».

## Hommage
Le 13 août 2024, le cratère mercurien Masuka est ainsi nommé en son honneur.